# کرم کتاب (نقاشی)
کِرمِ کتاب (به آلمانی: Der Bücherwurm)، نام یک نقاشی از نقاش و شاعر آلمانی، کارل اشپیتسوگ است. این نقاشی را نمونه‌ای از شوخ‌طبعی‌های او و بیانگر سبک بیدرمایر می‌دانند. این نقاشی بیانگر روح درون‌گرایی و محافظه‌کاری حاکم بر اروپا بین جنگ‌های ناپلئونی تا جنبش‌های ۱۸۴۸ است و در عین حال تلنگری نیز به استادان قدیمی می‌زند که از توجهی به مسائل روزمره ندارند. ابعاد این نقاشی، ۴۹٫۵ در ۲۶٫۸ سانتی‌متر است.

## تاریخچه
اشپیتزوگ، سه نسخه از این نقاشی را کشید. اولین را با نام کتابدار در حدود ۱۸۵۰ میلادی کشید و در سال ۱۸۵۲ در شهر وین به ایگناز کوراندا فروخت که امروزه به موزه جورج شافر تعلق دارد. نمونه‌ای دیگری از آن را سال بعد کشید و به نیویورک برای فروش فرستاد که امروزه در کتابخانهٔ مرکزی ویسکانسین نگهداری می‌شود. نسخهٔ سوم را هم در سال ۱۸۸۴ میلادی کشید.

## نگارخانه

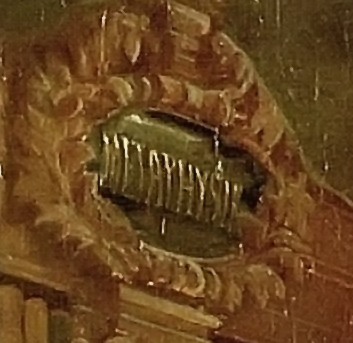
شخص داخل نقاشی در حال خواندن کتاب‌هایی است که در قفسهٔ متافیزیک (Metaphysik) قرار دارند.
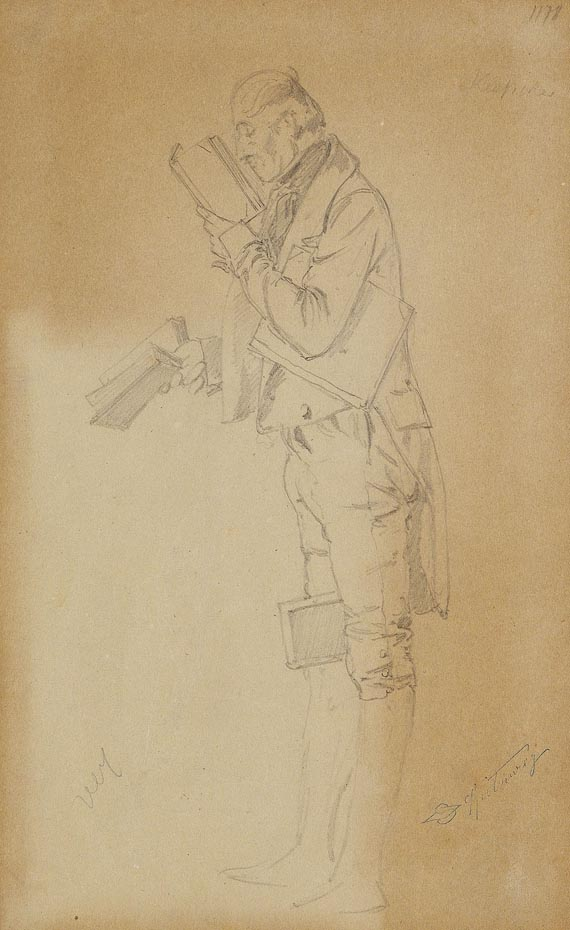
پیش‌طرحی که اشپیتسوگ قبل از کشیدن نقاشی طراحی کرده بود.